# Tonk Márton
Tonk Márton (Marosvásárhely, 1973. március 15. –) filozófus, filozófiai szakíró, egyetemi tanár, Tonk Sándor fia, Tavaszy Sándor dédunokája.

## Életpályája
Középiskoláit szülővárosában, a Bolyai Farkas Líceumban végezte 1991-ben, a Babeș–Bolyai Tudományegyetemen filozófia szakon szerzett egyetemi diplomát 1996-ban, ugyanott nyerte el a filozófiai tudományok doktora címet Tavaszy Sándorról írott dolgozatával (2001). 1993–94-ben a bázeli egyetem, 1997–98-ban és 2001-ben, valamint 2003–2007 között több ízben is Budapesten az MTA keretében, 1999–2000-ben Szegeden dolgozott kutatói ösztöndíjjal.
1996–98 között gyakornok, majd tanársegéd, 2002–2006 között adjunktus volt a Babeș–Bolyai Tudományegyetem Filozófiatörténet és Logika Tanszékén, közben 2000-től a Partiumi Keresztény Egyetemen is. 2006-tól a Sapientia Erdélyi Magyar Tudományegyetem kolozsvári székhelyű  Nemzetközi Kapcsolatok és Európai Tanulmányok Tanszékének oktatója, majd egyetemi tanára (2014), és a Kolozsvári Kar (korábban Természettudományi és Művészeti kar) dékánja 2006-tól 2020-ig. 2016 és 2020 között az egyetem szenátusának az elnöke. 2020. december 9-én rektornak választották.

## Munkássága
Tudományterülete a filozófia- és eszmetörténet, ezen belül elsősorban a magyar filozófiai gondolkodás története, az újkori filozófia, a politikai gondolkodás története. E területeken több kutatási program (Kommunikáció és politikai sikeresség az RMDSZ politikai szerepvállalásában; Az erdélyi magyar politikai gondolkodás történetének bevezetése a Sapientia EMTE kurzuskínálatába; A nemzeti kisebbségek a magyar liberalizmus politikai gondolkodásában; A nemzeti és etnikai kisebbségek fogalma és státusa Európában; Politikai filozófia és társadalomelmélet az erdélyi magyar gondolkodásban; Filozófia, társadalom, identitás a 20. századi magyar filozófiában; A 19–20. századi erdélyi magyar filozófia története; Recepció és kreativitás. Nyitott magyar kultúra; A magyar nyelvű filozófiai irodalom forrásai; Kierkegaard- és Heidegger-recepció a magyar filozófiában; Kant és a kantianizmus recepciója az erdélyi magyar gondolkodásban) vezetője.
Első tanulmánya 1994-ben, a Kellékben jelent meg, amelynek az évtől 2004-ig főszerkesztője volt. 1995 óta a szegedi egyetem és a kolozsvári Pro Philosophia Alapítvány közös magyar filozófiatörténeti munkacsoportjának szakmai irányítója. Kiadásában jelenik meg 2000-től A magyar nyelvű filozófiai irodalom forrásai című sorozat, amelynek több kötetét maga gondozta. 2000-től rendszeresen részt vesz hazai és nemzetközi konferenciákon (Budapest, Miskolc, Debrecen, Veszprém, Hága), amelyek előadásai több konferenciakötetben jelentek meg.
Tanulmányait, szakcikkeit a Debreceni Szemle, Erdélyi Múzeum, Kellék, Keresztény Magvető, Korunk, Magyar Kisebbség, Művelődés, Partiumi Egyetemi Szemle, Studia Universitatis Babeș–Bolyai, publicisztikai írásait a Korunk és a Krónika című lapok közölték.
Gyűjteményes kötetekben közölt nagyobb tanulmányai: Az erdélyi magyar filozófia a XX. század utolsó évtizedében (társszerzők Demeter M. Attila és Veress Károly, in: Tizenkét év. Kolozsvár 2002); Filozófia és világnézet Tavaszy Sándor gondolkodásában (in: Alkalmazott filozófia – a filozófia alkalmazása. Kolozsvár, 2002); A kantianizmus magyar recepciójának történetéből (in: Közelítések a magyar filozófia történetéhez. Budapest, 2004).
Fordításában közölte a Kellék Alexander Baumgarten, Vasile Muscă, Aurel Codoban filozófiai írásait, társfordítója volt a líceumok és tanítóképzők számára kiadott Filozófia tankönyvnek (Bukarest, 1994).
Forráskiadásai (bevezető tanulmánnyal és jegyzetekkel): Tavaszy Sándor: Válogatott filozófiai írások (Laczkó Sándorral, Kolozsvár–Szeged, 1999) és Bartók György: Válogatott filozófiai írások (Laczkó Sándorral, Kolozsvár–Szeged, 2001).

### Művei

#### Önálló kötetek
- Idealizmus és egzisztenciafilozófia Tavaszy Sándor gondolkodásában (Kolozsvár–Szeged, 2002; 2. kiad. Hága, 2005)
- Bevezetés a középkori filozófia történetébe (Nagyvárad, 2004;  2. jav. kiad. Kolozsvár, 2005)
- Minority and community. Studies on the history, theory and educational policy of the Hungarian minority of Transylvania; Romanian Institute for Research on National Minorities, Cluj-Napoca, 2014
- Világnézettől közösségig. Válogatott filozófiatörténeti és kisebbségelméleti tanulmányok; Pro Philosophia–Egyetemi Műhely, Kolozsvár, 2014 (Műhely)

#### Tanulmányok (válogatás)
- Filozófia – nemzeti filozófia – identitás (Kolozsvár, 2002)
- A kantianizmus magyar recepciójának történetéből (Budapest, 2004)
- A nemzeti filozófia és annak „erdélyi feladatai” (Kolozsvár, 2008)
- A nemzeti/etnikai kisebbségek kérdésének megközelítése az EU-ban (társszerzőkkel, Veszprém, 2008)
- Kisebbségvédelem és „kisebbségi jogrend” az Európai Unióban (Temesvár, 2008)
- Az európai szintű kisebbségvédelem normarendszere: elvszerű kisebbségvédelem vagy biztonságpolitika? (Kolozsvár, 2009)

#### Szerkesztésében megjelent kötetek
- Somló Bódog: Értékfilozófiai írások (Kolozsvár–Szeged, 1999)
- Böhm Károly és a kolozsvári iskola (Kolozsvár, 2002)
- Halasy-Nagy József: Az erkölcsi élet (Kolozsvár–Szeged, 2002)
- Mester Béla: Magyar philosophia (Kolozsvár-Szeged, 2007)
- Molnár Gusztáv: Alternatívák könyve. I–II. (Kolozsvár, 2007)
- Egyed Péter: Bretter György filozófiája (Kolozsvár, 2007)
- Nations and national minorities in the European Union; szerk. Bodó Barna, Tonk Márton; Scientia, Cluj-Napoca, 2009
- Minority politics within the Europe of regions; szerk. Horváth István, Tonk Márton; Scientia–Romanian Inst. for Research on National Minorities, Cluj-Napoca, 2011 (Publications in the workshop series)

## Kitüntetései, díjai
- Arany János-érem (MTA, 2020)[2]
- A Magyar Érdemrend tisztikeresztje (2022) [3]